# Kurt Wagenseil
Kurt Wagenseil (* 26. April 1904 in München; † 14. Dezember 1988 in Tutzing) war ein deutscher Übersetzer.

## Leben
Kurt Wagenseil absolvierte nach dem Besuch des Gymnasiums eine Ausbildung zum Kunsthändler in einer Berliner Galerie. Während seiner regelmäßigen Aufenthalte in Paris und London knüpfte er Beziehungen zu zahlreichen britischen und französischen Autoren. Eine der wichtigsten Freundschaften verband ihn mit Henry Miller, der ihm schon früh die deutschen Übersetzungsrechte an seinen Büchern überlassen hatte. 1935 wurde Wagenseil, der es 1933 aus persönlichen Gründen abgelehnt hatte, ins Exil zu gehen, neun Monate lang im KZ Dachau interniert, weil er das antifaschistische Braunbuch von einer Auslandsreise nach Deutschland mitgebracht hatte. Er wurde erst auf Intervention seines britischen Freundes, des Politikers Harold Nicolson, freigelassen. – Nach der Ausweisung aus Deutschland war er bis 1938 im englischen Exil, kehrte illegal zurück und wurde ein zweites Mal 1939 verhaftet. Bis zum Kriegsende war Wagenseil Lektor im Deutschen Verlag, dem Rechtsnachfolger des vom NSDAP-eigenen Eher-Verlag aufgekauften Ullstein Verlags, in Berlin. Seit 1957 lebte er in Tutzing am Starnberger See.
Nachdem Wagenseil bereits in den Zwanzigerjahren einige Bücher aus dem Englischen und Französischen übersetzt hatte, folgte nach 1945 eine Vielzahl weiterer Übersetzungen, darunter 1950 George Orwells Neunzehnhundertvierundachtzig und 1970 Kurt Vonneguts Schlachthof 5. Als größter Erfolg erwies sich Wagenseils Übertragung der Hauptwerke Henry Millers, die ab den 1950er Jahren im Rowohlt-Verlag erschienen.

## Übersetzungen
- Gladys Baker: Mein Weg nach Damaskus, Heidelberg 1954
- Richard J. Barnet: Nach dem Kalten Krieg, München 1966 (übersetzt zusammen mit Heinz Kotthaus)
- William Bast: James Dean, München 1957
- Richard Berczeller: Die sieben Leben des Doktor B., München 1965
- Hector Bolitho: Austernbrevier, Stuttgart 1966
- Paul Brickhill: Zum Fliegen geboren, Wiesbaden 1955
- Henry Calvin: Dem Doppelgänger auf der Spur, München [u. a.] 1973
- Louis Carl: Geheimnisvoller Tefedest, Hamburg 1955
- Henry Carlisle: Die Reise zum 1. Dezember, Reinbek bei Hamburg 1973
- John Dickson Carr: Die Doppelgängerin, Bern 1956
- Richard Carrington: Drei Milliarden Jahre, München 1957
- John Cheever: Die Bürger von Bullet Park, Berlin 1972
- Len Deighton: SS GB, Wien [u. a.] 1980 (übersetzt zusammen mit Ursula Pommer)
- Suzanne Desternes: Eugenie, München 1957
- Eric John Dingwall: Die Frau in Amerika, Düsseldorf 1962
- Robert Doisneau: Paris für Kenner, München 1957
- Peter S. Feibleman: Stadt ohne Dämmerung, München 1959
- Alain Gerbault: Allein über den Atlantik, Hamburg 1926 (übersetzt unter dem Namen Curt L. Wagenseil)
- Peter Goullart: Die schwarzen Lolo, München 1962
- Shirley Ann Grau: Der Kondor, Reinbek bei Hamburg 1972
- Elizabeth Hamilton: Das Heilige Land heute, München 1960
- Georgette Heyer: Der Mörder von nebenan, Reinbek bei Hamburg 1974
- Hussein von Jordanien: Mein gefährliches Leben, München 1962
- Robert Houghwout Jackson: Staat und Moral, München 1946 (übersetzt zusammen mit Herbert Küsel)
- Henry James: The pupil, München 1973 (übersetzt zusammen mit Angela Uthe-Spencker)
- Joseph Kessell: Medizinalrat Kersten, München 1961
- William Leonard Laurence: Menschen und Atome, München 1961
- Mary Lavin: Der Rebell, München 1962
- Tai-yi Lin: Wilder Flieder, München 1969
- Joachim Joe Lynx: Manolesco, König der Diebe, München 1964
- Albert Maltz: Das Kreuz und der Pfeil, Berlin 1949
- Albert Maltz: Der unterirdische Strom, Berlin 1949
- Hans Mann: Südamerika, München 1961
- Raymond Maufrais: Abenteuer in Guayana, Wien 1955
- William Somerset Maugham: Die Macht der Umstände, Bern [u. a.] 1959
- Daphne du Maurier: Karriere, Hamburg 1951
- André Maurois: Nico, München 1958
- André Maurois: Rosen im September, München 1957
- Norman McGowan: Churchill privat, Esslingen 1959
- Tibor Mende: Die chinesische Revolution, Köln 1961
- Henry Miller: Big Sur und die Orangen des Hieronymus Bosch, Hamburg 1958
- Henry Miller: Der klimatisierte Alptraum, Reinbek bei Hamburg 1977
- Henry Miller: Kunst und Provokation, Reinbek b. Hamburg 1960
- Henry Miller: Lachen, Liebe, Nächte, Hamburg 1957
- Henry Miller: Nexus, Reinbek b. Hamburg 1961
- Henry Miller: Obszönität und das Gesetz der Reflexion, Hamburg 1953 (übersetzt zusammen mit E.-Charlotte Roland)
- Henry Miller: Plexus, Hamburg 1955
- Henry Miller: Schwarzer Frühling, Hamburg 1954
- Henry Miller: Sexus, Reinbek b. Hamburg 1970
- Henry Miller: Stille Tage in Clichy, Reinbek b. Hamburg 1968
- Henry Miller: Ein Teufel im Paradies, Reinbek b. Hamburg 1961
- Henry Miller: Die Welt des Sexus, Reinbek bei Hamburg 1960
- Henry Miller: Wendekreis des Krebses, Hamburg 1953
- Henry Miller: Wendekreis des Steinbocks, Hamburg 1953
- Edita Morris: Melodie der Liebe, München 1957
- Christian Murciaux: Das große Los, München [u. a.] 1962 (übersetzt zusammen mit Margot Berthold)
- Josephine Niggli: Mexikanische Rhapsodie, Berlin 1951
- Kyle Onstott: Mandingo, Hamburg 1958
- George Orwell: Neunzehnhundertvierundachtzig, Zürich 1950
- Olga V. Palej: Erinnerungen aus Rußland (1916 - 1919) und die Macht des Bolschewismus, Hamburg 1925 (übersetzt unter dem Namen Curt L. Wagenseil)
- Laurence J. Peter: Das Peter-Programm, Reinbek bei Hamburg 1973
- Das Phantom von Marseille, München 1979
- Felice Picano: Gefangen in Babel, Zürich 1981 (übersetzt zusammen mit Heinrich Zweifel)
- Ellery Queen: Das verschwundene Bild, München [u. a.] 1958
- John Russell: Paris, München 1960
- Robert Sabatier: Lichter von Paris, München 1962
- Irwin Shaw: Aller Reichtum dieser Welt, Reinbek bei Hamburg 1972
- William Roy Shelton: Die Russen im Weltraum, München 1968
- Elizabeth Lyttleton Sturz: Ernte des Sturms, München 1960
- Derek Tangye: Meine Katzen-Affäre, Reinbek bei Hamburg 1976
- Arthur William Upfield: Die Witwen von Broome, München 1956
- Gore Vidal: Tod vorm Schlafengehen, Reinbek b. Hamburg 1963
- Kurt Vonnegut: Geh zurück zu deiner lieben Frau und deinem Sohn, Hamburg 1971
- Kurt Vonnegut: Schlachthof 5 oder Der Kinderkreuzzug, Hamburg 1970
- Joseph Wechsberg: Roter Plüsch und schwarzer Samt, Reinbek b. Hamburg 1964
- Wernher von Braun anekdotisch, Esslingen 1972
- Jon Ewbank Manchip White: Die Rose im Brandyglas, Tübingen 1966
- Wie von einem anderen Stern, München 1979
- Geoffrey Malden Willis: Ernst August, König von Hannover, Hannover 1961

## Hinweis
Kurt Wagenseil wird gelegentlich verwechselt mit seinem Bruder Hans B. Wagenseil (1894–1975), der ebenfalls als Übersetzer aus dem Englischen tätig war: Von ihm stammt unter anderem die Übersetzung jener Kurzgeschichte des US-amerikanischen Schriftstellers William MacHarg (1872–1951), die unter dem Titel Der Retter auf hoher See (in: Wir Brückenbauer, 28. September 1951) oder Der Retter (Autorenname W. M. Harg oder William M. Harg) Aufnahme in eine von Wagenseil selbst und später von Walter Urbanek für den Deutschunterricht herausgegebene Anthologie gefunden hat.